# 弗里蒙特 (新罕布什爾州)
弗里蒙特（英語：Fremont）是一個位於美國新罕布什爾州羅京安縣的鎮。

## 人口
根據2020年美國人口普查的數據，弗里蒙特的面積為45.10平方千米，當中陸地面積為44.50平方千米，而水域面積為0.60平方千米。當地共有人口4739人，而人口密度為每平方千米105人。